# Krevní banka
Krevní banka je zásoba krve a krevních derivátů získaných od dárců nebo z jiných sbírek pro potřeby následné krevní transfuze. Občas je tento název určen pro místa odběru krve nebo názvy oddělení nemocnic. Obvyklá doba skladování červených krvinek je 42 dní a trombocytů 6 dní a není doposud prokázán vliv doby skladování na úspěšnost transfuze. Krev se skladuje v chladnicích a nezamrazuje se.